# (9469) Shashank
(9469) Shashank est un astéroïde de la ceinture principale.

## Description
(9469) Shashank est un astéroïde de la ceinture principale. Il fut découvert le 24 juin 1998 à Socorro (Nouveau-Mexique) par le projet LINEAR. Il présente une orbite caractérisée par un demi-grand axe de 2,36 UA, une excentricité de 0,17 et une inclinaison de 2,8° par rapport à l'écliptique.

## Compléments